# Tanypus laticalcar
Tanypus laticalcar är en tvåvingeart som först beskrevs av Jean-Jacques Kieffer 1918.  Tanypus laticalcar ingår i släktet Tanypus och familjen fjädermyggor.
Artens utbredningsområde är Litauen. Inga underarter finns listade i Catalogue of Life.